# Karl-Heinz Dammer
Karl-Heinz Dammer (* 1959) ist ein deutscher Pädagoge.

## Leben
Nach dem Studium der Romanistik, Germanistik, Philosophie und Erziehungswissenschaft in Münster, Essen und Toulouse und der Promotion 1994 war er wissenschaftlicher Angestellter und Lehrbeauftragter an der Universität Duisburg-Essen. Nach dem 2. Staatsexamen 1998 für das LA Sek I + II war er Lehrer am Gymnasium und Berufskolleg. Nach der Habilitation 2005 ist er seit 2008 Professor für Allgemeine Pädagogik an der PH Heidelberg.
Seine Tätigkeitsschwerpunkte sind Geschichte der Pädagogik und ihrer Theorien, pädagogische Anthropologie, Geschichte der Schule, Bildungstheorie, pädagogisches Denken und Handeln im gesellschaftlichen Kontext und kritische Erziehungswissenschaft.

## Schriften (Auswahl)
- Pressezeichnung und Öffentlichkeit im Frankreich der Fünften Republik (1958–1990). Untersuchungen zur Theorie und gesellschaftlichen Funktion der Karikatur. Münster 1994, ISBN 3-89473-798-0.
- Zur Integrationsfunktion von Erziehung und Bildung. Historisch-systematische Studie zu einem „blinden Fleck“ der bürgerlichen Gesellschaft und ihrer Pädagogik. Hamburg 2008, ISBN 978-3-8300-3348-6.
- Vermessene Bildungsforschung. Wissenschaftsgeschichtliche Hintergründe zu einem neoliberalen Herrschaftsinstrument. Baltmannsweiler 2015, ISBN 3-8340-1485-0.
- Philosophen als Pädagogen. Band I: Von der Antike bis Aufklärung. Opladen 2015, ISBN 3-8474-0650-7.